# Nicolae Leonard
Nae Leonard (n. 13 decembrie 1886, Galați, România – d. 24 decembrie 1928, Câmpulung, Muscel, România) a fost un tenor, supranumit „Prințul operetei”. Fiul mecanicului de locomotivă gălățean Constantin Nae și al Carolinei Schäffer, soția maistrului său. La Galați există Teatrul Național de Operă și Operetă „Nae Leonard”.

## Biografie
- 1886, 13 decembrie - Se naște la Galați Leonard Nae, viitorul tenor.
- 1887, martie - Încetează din viață Carolina Schäffer, mama sa.
- 1887, octombrie - Constantin Nae părăsește Galațiul și, împreună cu fiul său, se mută în Buzău.
- 1888, ianuarie - Constantin Nae se recăsătorește cu Elena și se mută în casa ei din "ulița de peste linie" din Buzău.
- 1888, martie - Constantin Nae își cere transferul la depoul CFR din Buzău (devine șeful depoului CFR Buzău).
- 1899, primăvara – Leonard, alături de prietenul său Maximilian, începe seria plimbărilor prin parcul "Crâng" din Buzău.
- 1900 - Se stinge din viață, în urma unei boli de piept, Elena, cea de-a doua mamă a lui Nae Leonard. Se mută în București locuind în casa bunicii lui Leonard situată lângă fabrica de bere "Luther".

## Studii
- 1893 - Nae Leonard începe școala primară. La serbarea școlară,  premiantul Nae Leonard, cu coroniță pe cap, este pus să cânte și să recite cântecelul Șoldan Viteazul, al lui Vasile Alecsandri. Serbarea a avut loc la Teatrul Moldavia unde micuțul „artist" pășea țanțoș pe scenă, în costum de dorobanț, purtând pușca pe umăr și având pe cap o căciulă fumurie cu pană de cocoș într-o parte. După alte strofe și crâmpeie de proză, Leonard își încheia monologul făcând câteva mișcări copilărești, după cum cerea rolul. Apoi, cu un salut hotărât de adevărat ostaș, micul dorobanț își bomba pieptul, își punea pușca pe umăr și, făcând o întoarcere reușită, pornea spre fundul scenei, în aplauzele entuziaste ale întregului public spectator, format din profesori, părinți, elevi și rudele acestora. Prima apariție pe scena de la Moldavia din Buzău a fost primul succes pe care Leonard l-a obținut, de copil, în teatru.
- 1898 - Nae Leonard a absolvit cele 4 clase la Școala Primară nr. 2 ( astăzi Școala Gimnazială nr. 1 „Aviator Mircea Bădulescu” Buzău) ca premiant III din 59 de elevi.[1]
- 1898 - Nae Leonard se înscrie la liceul "Al. Hâjdeu" (denumit mai târziu Colegiul Naional "B.P. Hașdeu"). Leonard învăța foarte ușor limba franceză, memoriza la perfecție textele și muzica de operă și operetă. Avea pasiune și pentru vioară, începând să ia lecții cu profesorul buzoian N. Athanasiu.
- 1900, toamna – Leonard devine intern la Institutul Ottescu din Calea Dorobanților 16-18, unde a fost coleg cu Tony Bulandra.[1]
- 1903 - elev în clasa a V-a, părăsește școala și se angajează corist la Compania  „Teatrul Liric”, condusă de Nicolae Poenaru și Nicolae-Niculescu Buzău.[1]

## Cariera
- 1904 - se angajează la un varieteu în Focșani și apoi la Compania C. Grigoriu. Este distribuit în roluri din Vrăjitorul Nilului, Vânt de primăvară, Frumoasa din New York.
- 1905 - se căsătorește cu Elena Teodorescu.
- 1906 -  susține un spectacol la Teatrul Moldavia; pleacă în turneu la Paris cu Văduva veselă.
- 1907 - după moartea lui C. Grigoriu preia împreună cu V. Maximilian conducerea Companiei. Este distribuit în: Prinț și bandit, Dragoste de țigan, Farmecul unui vals, Contele de Luxemburg, Voievodul țiganilor, De-aș fi rege, Eva, Floarea din Stambul, Contesa Maritza, Silvia, dar a interpretat și roluri de operetă în Cavaleria rusticană, Povestirile lui Hoffmann, Paiațe.[1]
- 1916 – Este distribuit într-un nou rol în opera „Werther”, cu care va avea un nou succes. Din păcate tot acum fosta trupă Grigoriu începe să se destrame. Soția sa pleacă în Moldova, odată cu începerea primului război mondial, tenorul rămânând la București, unde o va cunoaște pe cea care avea să-i devină a treia soție, Dora Stauermann.
- 1920 – Pe 19 ianuarie se creează Sindicatul artiștilor dramatici și lirici. Sala „Teatrului Liric” este luată din ordinul Primăriei, iar compania condusă de Maximilian și Leonard se stabilește, în cele din urmă la Timișoara, unde va cunoaște câteva succese, dar din nefericire sala va fi mistuită de flăcări. Trupa va întreprinde turnee la Arad și Oradea.
- 1922 – Trupa se mută din nou la București, dar din cauza declinului operetei, nu va înregistra succese răsunătoare, iar Maximlian se retrage cu totul din trupă, intrând în cea a soților Bulandra.
- 1924 - Leonard se îmbolnăvește. Va primi două propuneri de angajament din Franța și pleacă la Paris, unde este angajat în urma unei audiții.
- 1925 – Are loc debutul la Lyon, în „Baiadera”, reprezentând un mare succes. Se reîntoarce în țară, dar nu reușește să relanseze opereta pe meleagurile bucureștene, fiind rechemat în Franța, unde va începe turneul în orașul Marsilia. Bolnav, cu frisoane și temperatură, Leonard va juca de parcă nu a avut nimic, având un succes fulminant. Urmează o serie de 40 spectacole de mare succes susținute la Marsilia, cu săli arhipline.
- 1926 – Cântă la Paris, la „Mogador”. Revine la București, unde pune în scenă opereta „Contesa Maritza”, dar nu va avea decât 10 spectacole cu succese îndoielnice. Starea sănătății sale se înrăutățește. La 30 și 31 octombrie 1926 cântă la Buzău în Liliacul și Contesa Maritza.
- 1928 – Joacă la „Alhambra” în opereta „Fritz”. Dă 50 de spectacole la rând, iar datorită sănătății sale, face tot mai greu față, are accese de tuse chiar pe scenă, iar la ultimul spectacol se prăbușește pe scenă, iar spectacolul se suspendă. Este internat într-un sanatoriu și nu după multă vreme este transportat la Câmpulung, unde locuia acum tatăl său.

Bustul lui N. Leonard realizat de Oscar Han în 1929

Pe 24 decembrie se stinge din viață, în casa tatălui său, pe când asculta la gramofon, placa pe care era imprimată o arie din „Contesa Maritza”, interpretată de el.

## Volume despre Nae Leonard
- *** - "N. Leonard, o viață romantică. Copilăria, iubirile și succesele marelui artist"
- Th. Bălan - "Leonard", ed. Muzicală a Uniunii Compozitorilor din R.S.R, București 1961, 1965
- Stelian Ionescu-Angel - "Astă seară cîntă Leonard", ed. Muzicală a Uniunii Compozitorilor din R.S.R, București 1970
- Gaby Michailescu - "Leonard, soldatul de ciocolată", ed. Muzicală, București 1984

## Bustul lui N. Leonard
Bustul tenorului Nae Leonard, realizat de către sculptorul Oscar Han în 1929, prin colectă publică organizată de ziarul “Rampa”, a fost ridicat în parcul Kiseleff din București.